# Brenden Aaronson
Brenden Russell Aaronson, född 22 oktober 2000 i Medford, är en amerikansk fotbollsspelare som spelar för Leeds United och USA:s landslag.

## Klubbkarriär
Den 26 maj 2022 värvades Aaronson av engelska Leeds United, där han skrev på ett femårskontrakt. Den 9 juli 2023 lånades Aaronson ut till tyska Union Berlin på ett säsongslån.

## Landslagskarriär
Aaronson debuterade för USA:s landslag den 1 februari 2020 i en 1–0-vinst över Costa Rica. Han har varit en del av USA:s trupp vid VM 2022 i Qatar.